# Universiteitsarchief Gent
Universiteitsarchief Gent is de archiefdienst van de UGent en bevindt zich in het Rectoraat. Het werd opgericht in 1972 naar aanleiding van de 150ste verjaardag van de Gentse universiteit. Het archief bewaart uitsluitend UGent-gerelateerde documenten vanaf de stichting in 1817 tot vandaag. 

## Archieven en collecties
Archieven van:
- Faculteiten, vakgroepen en onderzoeksgroepen
- Professoren
- Studentenverenigingen
- Bestuur en administratie

Collecties:
- Foto's
- Cursussen
- Petities
- Affiches
- Films en geluidsfragmenten
- Voorwerpen en kledij

## Publicaties
- Uit het verleden van de Universiteit Gent (1976-2007)
- 175 jaar Universiteit Gent: een verhaal in beeld (1992)

## Externe links

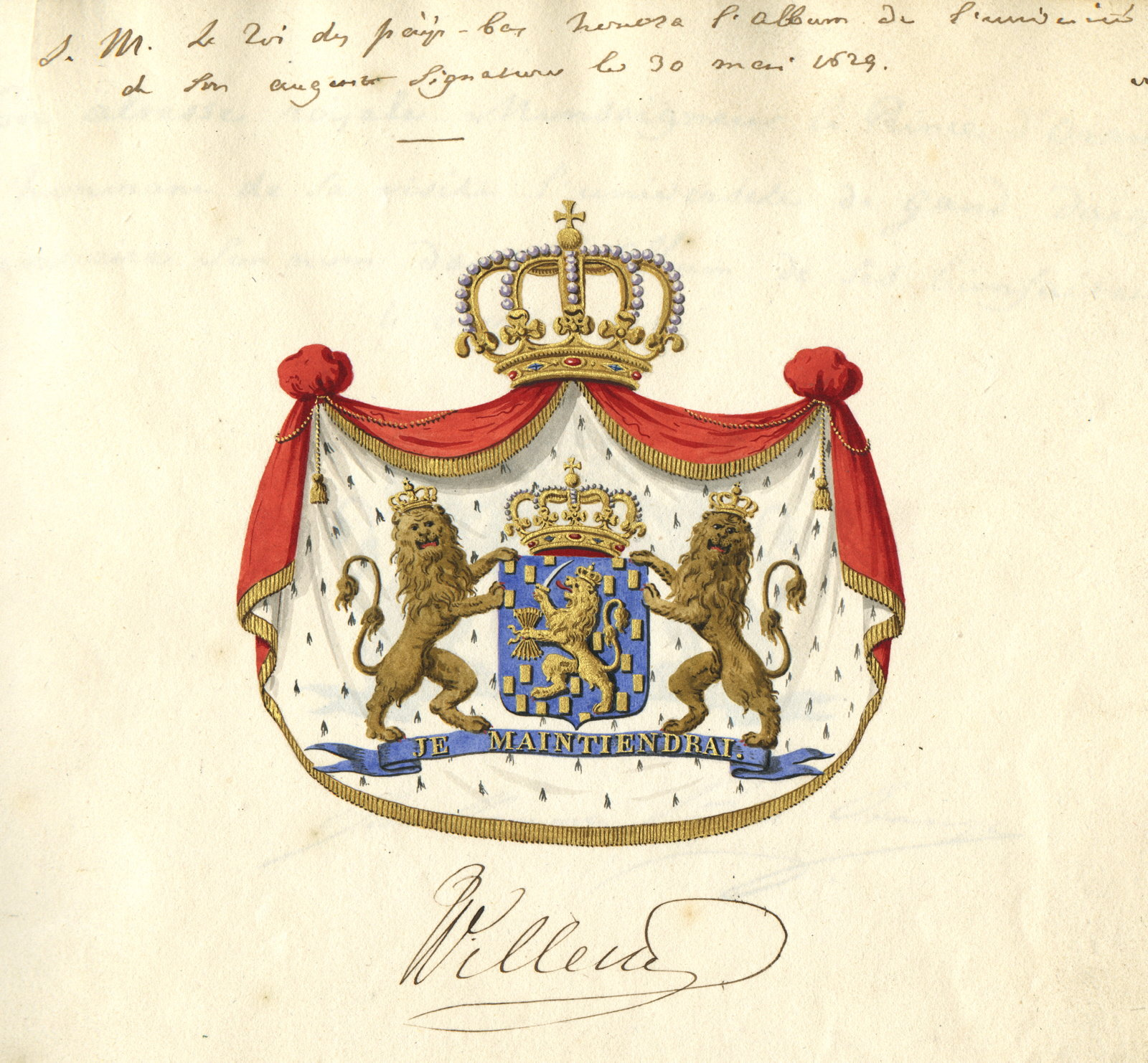
Huldenboek, Willem I UGent (1829)
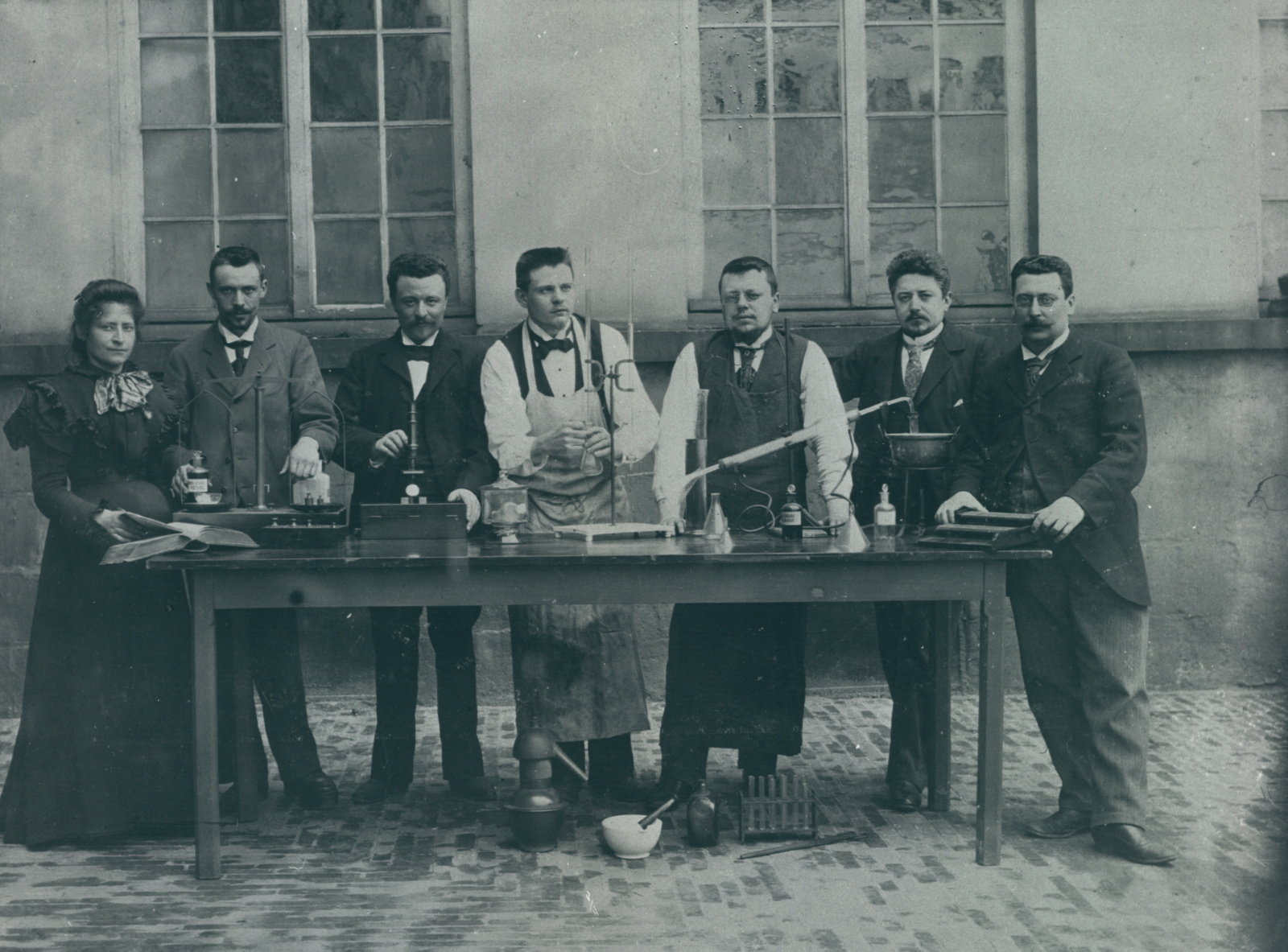
Onderzoek farmacie UGent (1890)
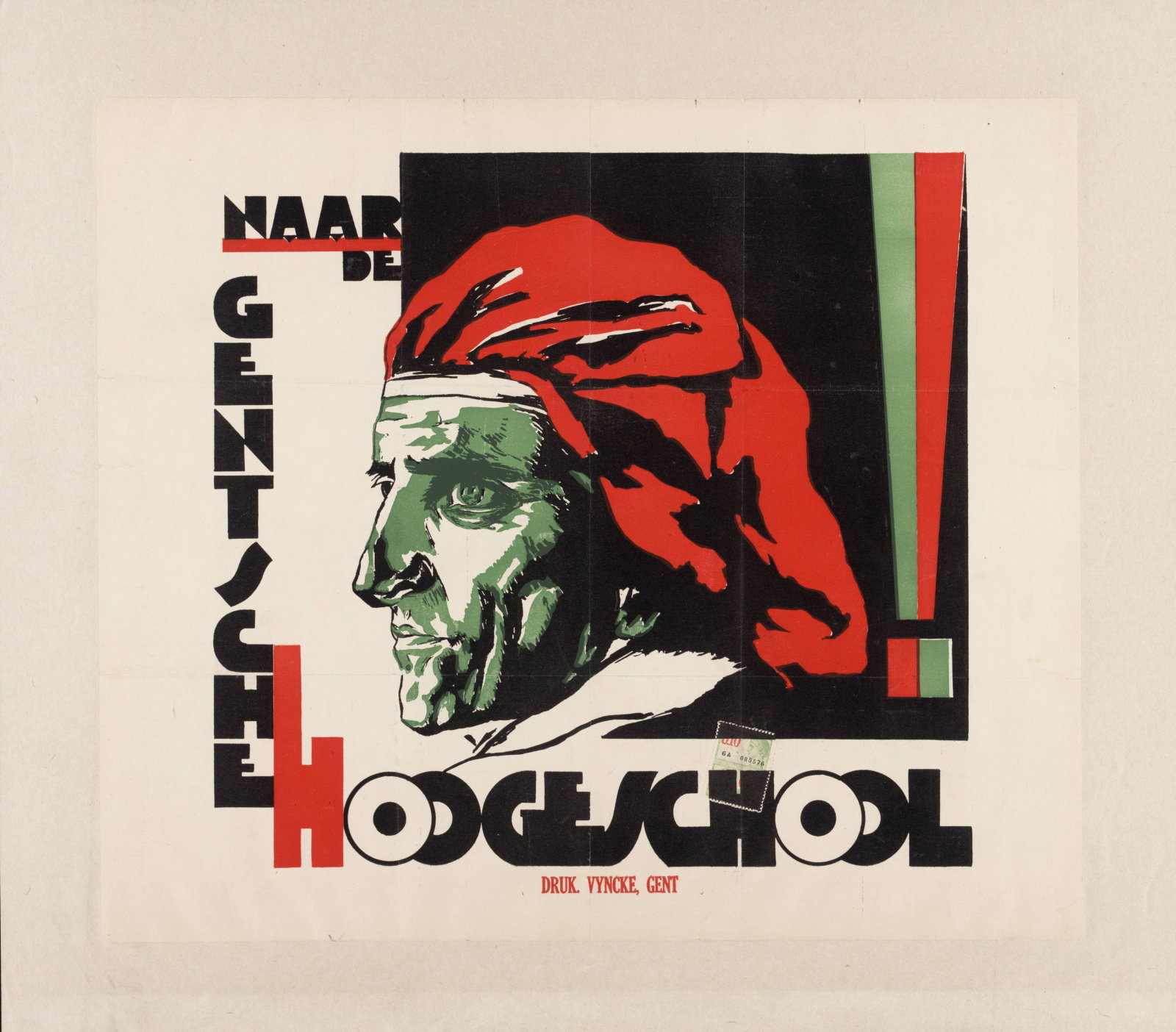
Affiche vernederlandsing UGent (c.1930)